# Euchalcia maria
Euchalcia maria är en fjärilsart som beskrevs av Otto Staudinger 1891. Euchalcia maria ingår i släktet Euchalcia och familjen nattflyn. Inga underarter finns listade i Catalogue of Life.